# Chlum (Orlická tabule, 359 m)
Chlum (359 m n. m.) je vrch v okrese Rychnov nad Kněžnou Královéhradeckého kraje. Leží asi 1 km jihovýchodně od vsi Mělčany na jejím katastrálním území.

## Geomorfologické zařazení
Geomorfologicky vrch náleží do celku Orlická tabule, podcelku Třebechovická tabule, okrsku Rychnovský úval a podokrsku Dobrušský úval, jehož je Chlum samostatnou geomorfologickou částí.